# Kostel svaté Maří Magdaleny (Červená Řečice)
Kostel svaté Maří Magdalény v Červené Řečici je farní kostel římskokatolické farnosti Červená Řečice a kulturní památka České republiky.

## Historie
Kostel v Červené Řečici je zmiňován již v roce 1283, kdy jej dal pražský biskup Tobiáš z Bechyně opevnit proti vojsku Oty V. Braniborského, poručníka tehdy nezletilého Václava II. Od roku 1420 byl kostelem husitským, později (až do roku 1619) kostelem utrakvistickým. Dne 11. září 1732 kostel vyhořel. Svou současnou podobu získal v roce 1734. Na hlavním oltáři býval obraz svaté Maří Magdaleny od Jana Quirina Jahna.

## Popis
Kostel má jednu plochostropou kostelní loď. Klenutý presbytář (kněžiště) je pětiboce uzavřen; klenba presbytáře je šestidílná. Věž je hranolová s cibulovou bání s laternou.
Hlavní oltář pochází z 30. let 20. století, byl vyroben v dílnách pelhřimovského chrámového družstva. Boční oltář je barokní a pochází z poloviny 18. století. Gotický sanktuář s kovovou mříží pochází z doby založení kostela. Cínová křtitelnice pochází z roku 1549. Kamenné náhrobníky pocházejí ze 16. a 17. století; mezi náhrobníky v předsíni kostela je i náhrobník bratra Václava Budovce z Budova.

### Poznámky

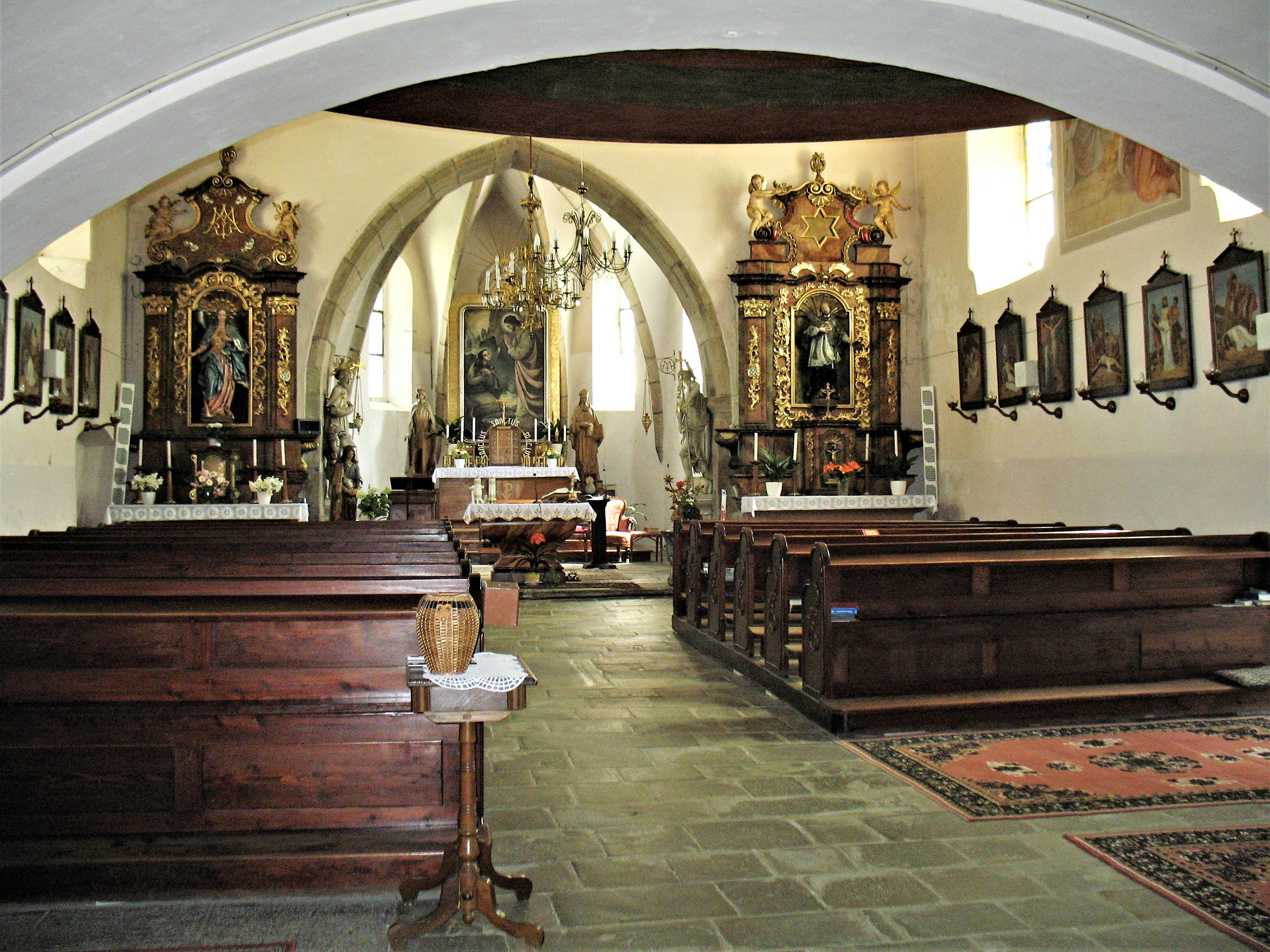
Interiér kostela